# كريستوفر يوست
كريستوفر يوست (بالإنجليزية: Christopher Yost)‏ هو كاتب وكاتب سيناريو أمريكي، ولد في 21 فبراير 1973 في سانت لويس في الولايات المتحدة.

## وصلات خارجية
- الموقع الرسمي
- كريستوفر يوست على موقع IMDb (الإنجليزية)
- كريستوفر يوست على موقع ألو سيني (الفرنسية)
- كريستوفر يوست على موقع أول موفي (الإنجليزية)
- كريستوفر يوست على موقع قاعدة بيانات الفيلم (الإنجليزية)
- كريستوفر يوست على موقع كينوبويسك (الروسية)